# Pedra do Beijo
La Pedra do Beijo (la « Pierre du Baiser » en français) est une formation rocheuse située non loin du village de Sortelha. Elle a la forme de deux amants qui s'embrassent.

## Légende
On raconte que cette pierre serait en fait la fille d'un ancien gouverneur de Sortelha et un prince maure. En effet, la légende dit que durant un siège de Sortelha par les Maures, la fille du gouverneur serait tombée amoureuse du prince maure et un soir où ils s'embrassait, la belle-mère de la fille du gouverneur les surpris et les transforma en pierre.